# Justicia physogaster
Justicia physogaster är en akantusväxtart som beskrevs av Gustav Lindau. Justicia physogaster ingår i släktet Justicia och familjen akantusväxter. Inga underarter finns listade i Catalogue of Life.